# Kapfenstein
Kapfenstein é um município da Áustria, situado no distrito de Südoststeiermark, no estado da Estíria. Tem 28,59 km² de área e sua população em 2019 foi estimada em 1.557 habitantes.